# Clyde William Tombaugh
Clyde William Tombaugh (4 de febrer de 1906 – 17 de gener de 1997) va ser un astrònom nord-americà que va descobrir Plutó el 1930.
Tombaugh treballava en l'Observatori Lowell en Flagstaff, Arizona on portava una busca sistemàtica de cossos més enllà de l'òrbita de Neptú. Tombaugh buscava el Planeta X, un hipotètic planeta capaç d'explicar per les seves interaccions gravitatòries amb Neptú alguns detalls de l'òrbita d'aquest últim. L'existència del Planeta X havia estat predita per Percival Lowell i William Pickering.
Plutó va rebre el seu nom del déu romà del món dels morts, capaç de tornar-se invisible. El nom va ser afavorit entre una llista de diversos altres en part per iniciar-se amb les lletres PL, inicials de Percival Lowell.
L'asteroide 1604 Tombaugh descobert el 1931 va ser anomenat en el seu honor. Tombaugh va descobrir 14 asteroides principalment en les seves busques de Plutó i altres planetes. Són els següents:
| (2839) Annette   | 5 d'octubre 1929    |
| (2941) Alden     | 24 d'octubre 1930   |
| (3310) Patsy     | 9 d'octubre 1931    |
| (3583) Burdett   | 5 d'octubre 1929    |
| (3754) Kathleen  | 16 de març 1931     |
| (3775) Ellenbeth | 6 d'octubre 1931    |
| (3824) Brendalee | 5 d'octubre 1929    |
| (4510) Shawna    | 13 de desembre 1930 |
| (4755) Nicky     | 6 d'octubre 1931    |
| 5701 (1929) VS   | 26 d'octubre 1929   |
| 6618 (1936) SO   | 16 de setembre 1936 |
| 7101 (1930) UX   | 17 d'octubre 1930   |
| 7150 (1929) TD1  | 11 d'octubre 1929   |
| 8778 (1931) TD3  | 10 d'octubre 1931   |